# Catawba (Ohio)

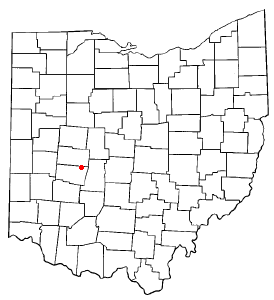
Catawba na planie stanu Ohio

Catawba – wieś w USA, Hrabstwo Clark (Ohio) w stanie Ohio. Nazwa miejscowości związana jest z nazwą plemienia Indian zamieszkujących ten teren.
W roku 2010, 30,5% mieszkańców było w wieku poniżej 18 lat, 5,6% było w wieku od 18 do 24 lat, 28,3% było od 25 do 44 lat, 24,3% było od 45 do 64 lat, a 11,4% było w wieku 65 lat lub starszych. We wsi było 51,8% mężczyzn i 48,2% kobiet.
Liczba mieszkańców w 2010 roku wynosiła 272.